# Das Bus
«Das Bus» (с нем. — «Автобус») — четырнадцатый эпизод девятого сезона мультсериала «Симпсоны». Впервые вышел в эфир 15 февраля 1998 года. Сценарий написал Дэвид С. Коэн, а режиссёром серии стал Пит Мичелс.

## Сюжет
Гомер узнает, что у Неда Фландерса есть собственная Интернет-контора — он продает библейские сказания через Интернет. Гомер решает устроить свою собственную контору, ведь, по его мнению, на Интернете наживаются все, кроме него. Он решает заниматься настройкой Интернета, но такие профессиональные клиенты, как Продавец Комиксов, ставят его впросак. К Гомеру даже приходит сам Билл Гейтс, но не для того, чтобы помочь Гомеру разбогатеть, а наоборот — он ломает всю технику Гомеру, при этом безумно смеясь.
Тем временем в Спрингфилдской начальной школе, где учатся Барт и Лиза, проводится поездка для членов клуба «Модели Объединенных наций». Лиза в этом клубе представляет Францию, а Барт — Ливию. Пока ребята едут в школьном автобусе, Нельсон и Барт решают устроить соревнование — чей фрукт быстрее докатится по полу до места Отто. К несчастью, Милхаус тоже принимает участие в «забеге», бросив вдогонку грейпфрут. Он попадает под педаль тормоза, Отто как раз тормозит и раздавливает фрукт. Сок грейпфрута попадает водителю в глаза и в результате, из-за ослепшего Отто, автобус падает с моста в реку. Отто, выплывшего из автобуса за помощью, сразу уносит течением. Дети спасаются и доплывают до необитаемого острова. Поначалу дети выясняют, кто виноват в их необычном положении, но Барту удается взять контроль над детьми, пообещав им, что теперь они будут жить, как короли-«робинзоны», и раздает своей команде задания, как обустроить новую жизнь. Но выясняется, что обустроить её не так просто, как кажется. Отто тем временем подбирают в рыболовецкой сети китайские рыбаки и делают его своим рабом.
Вечером Барт вспоминает о том, что в автобусе был холодильник с едой, и достает его при помощи респиратора Милхауса, который он использовал как акваланг. Дети наедаются, но на следующий день вся еда пропадает, возле неё находят Милхауса, и в наказание устраивают суд над ним. Милхауса запирают в клетке на время процесса. Поскольку доказательств того, что Милхаус виноват, нет, то Барт признает его невиновным. Тогда Нельсон, обвинитель Милхауса, восстает против Лизы, Барта и Милхауса, и настраивает остальных детей против них. Одичавшие Нельсоновы приспешники, разукрашенные под туземцев и животных, начинают охоту на «неодичавшую» троицу. Барт с друзьями прячутся в пещере, думая, что здесь они в безопасности, но там их и находят. Тут же обнаруживается дикий кабан, от которого все спасаются бегством. Позже выясняется, что именно он съел еду, а не Милхаус (который признаётся, что стащил из холодильника только один пакетик чипсов). Лиза предлагает остальным последовать примеру кабана и лизать камни с илом, но ребята убивают кабана и съедают его (все, кроме Лизы, которая решила лизать ил дальше). Серия заканчивается такой фразой:
«и так дети научились жить вместе, а потом их спасли, ну, скажем … скажем, Мо!»

## Интересные факты
- Эта серия — пародия на роман и фильмы «Повелитель мух»;
- Название серии является отсылкой к фильму «Das Boot»;
- В самом начале, когда в классе  дети начинают ругаться,  директор Скиннер стучит башмаком по столу, что пародирует Н.С. Хрущёва.